# Cerritos, Amatlán de Cañas
Cerritos är en ort i Mexiko.   Den ligger i kommunen Amatlán de Cañas och delstaten Nayarit, i den centrala delen av landet, 600 km väster om huvudstaden Mexico City. Cerritos ligger 479 meter över havet och antalet invånare är 202.
Terrängen runt Cerritos är huvudsakligen kuperad, men åt nordost är den bergig. Cerritos ligger nere i en dal. Runt Cerritos är det mycket glesbefolkat, med 6 invånare per kvadratkilometer. Närmaste större samhälle är Ahuacatlán, 19,5 km nordost om Cerritos. I omgivningarna runt Cerritos växer huvudsakligen savannskog.